# Paralepididae
Famille
Les lussions (Paralepididae) forment une famille de poissons abyssaux.

## Liste d'espèces
Il y a 63 espèces dans 13 genres:
- Genre Anotopterus
  - Anotopterus nikparini
  - Anotopterus pharao
  - Anotopterus vorax
- Genre Arctozenus
  - Arctozenus risso (Bonaparte, 1840).
- Genre Dolichosudis
  - Dolichosudis fuliginosa Post, 1969.
- Genre Lestidiops
  - Lestidiops affinis (Ege, 1933).
  - Lestidiops bathyopteryx (Fowler, 1944).
  - Lestidiops cadenati (Maul, 1962).
  - Lestidiops distans (Ege, 1953).
  - Lestidiops extrema (Ege, 1953).
  - Lestidiops gracilis (Ege, 1933).
  - Lestidiops indopacifica (Ege, 1953).
  - Lestidiops jayakari (Boulenger, 1889).
  - Lestidiops mirabilis (Ege, 1933).
  - Lestidiops neles (Harry, 1953).
  - Lestidiops pacificus (Parr, 1931).
  - Lestidiops ringens (Jordan & Gilbert, 1880).
  - Lestidiops similis (Ege, 1933).
  - Lestidiops sphyraenopsis Hubbs, 1916.
  - Lestidiops sphyrenoides (Risso, 1820).
- Genre Lestidium
  - Lestidium atlanticum (Krøyer, 1868).
  - Lestidium bigelowi
  - Deep water pike smelt, Lestidium nudum Gilbert, 1905.
  - Lestidium prolixum Harry, 1953.
- Genre Lestrolepis
  - Lestrolepis intermedia (Ege, 1933).
  - Lestrolepis japonica (Tanaka, 1908).
  - Naked barracuda, Lestrolepis luetkeni (Ege, 1933).
  - Lestrolepis pofi (Harry, 1953).
- Genre Macroparalepis
  - Macroparalepis affinis Ege, 1933.
  - Macroparalepis brevis Ege, 1933.
  - Macroparalepis danae Ege, 1933.
  - Macroparalepis macrogeneion Post, 1973.
  - Macroparalepis nigra (Maul, 1965).
- Genre Magnisudis
  - Magnisudis atlantica (Krøyer, 1868).
  - Magnisudis indica (Ege, 1953).
  - Magnisudis prionosa (Rofen, 1963).
- Genre Notolepis
  - Notolepis annulata Post, 1978.
  - Antarctic jonasfish, Notolepis coatsi Dollo, 1908.
- Genre Paralepis
  - Paralepis brevirostris (Parr, 1928).
  - Paralepis coregonoides Risso, 1820
  - Paralepis elongata (Brauer, 1906).
  - Paralepis speciosa Bellotti, 1878.
- Genre Stemonosudis
  - Stemonosudis bullisi Rofen, 1963.
  - Stemonosudis distans (Ege, 1953).
  - Stemonosudis elegans (Parr, 1928).
  - Stemonosudis elongata
  - Stemonosudis gracilis (Ege, 1933).
  - Stemonosudis intermedia (Ege, 1933).
  - Stemonosudis macrura (Ege, 1933).
  - Stemonosudis miscella (Ege, 1933).
  - Stemonosudis molesta (Marshall, 1955).
  - Stemonosudis rothschildi Richards, 1967.
  - Stemonosudis siliquiventer Post, 1970.
- Genre Sudis
  - Sudis atrox Rofen, 1963.
  - Sudis hyalina Rafinesque, 1810.
- GenreUncisudis
  - Uncisudis advena (Rofen, 1963).
  - Uncisudis longirostra Maul, 1956.
  - Uncisudis posteropelvis Fukui & Ozawa, 2004.
  - Uncisudis quadrimaculata (Post, 1969).